# برت ساکمن
برت ساکمن (انگلیسی: Bert Sakmann؛ ۱۲ ژوئن ۱۹۴۲) یک دانشمند اهل آلمان است که در زمینهٔ فیزیولوژی فعالیت می‌کند.
وی همچنین در سال ۱۹۹۱ برنده جایزه نوبل فیزیولوژی و پزشکی شده است.